# Okręg Horgen
Horgen (niem. Bezirk Horgen) – okręg w północnej Szwajcarii, w kantonie Zurych. Siedziba administracyjna okręgu znajduje się w miejscowości Horgen. 

## Podział administracyjny
Okręg składa się z dziewięciu gmin (Politische Gemeinde) o powierzchni 104,24 km² i o liczbie mieszkańców 129 309.
Gminy:
1. Adliswil
2. Horgen
3. Kilchberg
4. Langnau am Albis
5. Oberrieden
6. Richterswil
7. Rüschlikon
8. Thalwil
9. Wädenswil

## Zmiany administracyjne
- 1 stycznia 2018
  - przyłączenie gminy Hirzel do miasta Horgen
- 1 stycznia 2019
  - przyłączenie gmin Hütten i Schönenberg do miasta Wädenswil